# 皮亚斯
皮亚斯，是西班牙卡斯蒂利亚-莱昂萨莫拉省的一个市镇。 总面积44平方公里，总人口215人（2001年），人口密度5人/平方公里。